# Berberis holstii
Berberis holstii là một loài thực vật có hoa trong họ Hoàng mộc. Loài này được Engl. mô tả khoa học đầu tiên năm 1894.